# غونزالو إسكوديرو
غونزالو إسكوديرو هو دبلوماسي وشاعر وسياسي إكوادوري، ولد في 28 سبتمبر 1903 في كيتو في الإكوادور، وتوفي في 10 ديسمبر 1971 في إقليم بروكسل العاصمة في بلجيكا.